# Боровково (Кемеровская область)
Боровково — село в Новокузнецком районе Кемеровской области. Входит в состав Центрального сельского поселения.

## География
Центральная часть населённого пункта расположена на высоте 212 метров над уровнем моря.

## Население
По данным Всероссийской переписи населения 2010 года, в селе Боровково проживает 300 человек (152 мужчины, 148 женщин).